# Lucian Cocea
Lucian Cocea (n. 21 iunie 1940, Turda, România - d. 6 septembrie 2019, Chișinău, Republica Moldova) a fost un renumit violonist, aranjor și dirijor din Republica Moldova, fratele celebrei actrițe de teatru Dina Cocea, născut într-o familie de muzicieni din Bucovina de Nord.

## Biografie
Lucian Cocea, violonist-ansamblist și dirijor-secund al orchestrei „Fluieraș” a Filarmonicii Naționale din Chișinău, și-a început studiile muzicale la Institutul de Arte „Gavriil Musicescu” (1957–1964), în clasa profesorului Gheorghe Neaga (vioară). După doi ani de studii la Conservator, urmând sfatul maestrului Isidor Burdin, unul dintre colaboratii săi, este numit dirijor al Orchestrei de Tineret a Filarmonicii din Moldova, unde a activat până în anul 1964. Concomitent, în anii 1958–1962 a fost violonist în orchestra Teatrului muzical-dramatic „A.S. Pușkin” din Chișinău.
După absolvirea Conservatorului (Institutului de Arte G. Musicescu) în anul 1964, la vârsta de 24 de ani, este angajat ca dirijor second al Orchestrei de muzică populară „Fluieraș”.
În anul 1967 susține primul turneu împreună cu Orchestra Fluieraș și prim-dirijorul Serghei Lunchevici în Canada, urmând să cutreiere foarte multe țări ale lumii, inclusiv republicile fostei Uniuni Sovietice.
Pentru munca depusă în slujba culturii muzicale basarabene Lucian Cocea în anul 1967 a fost decorat cu titlul „Artist emerit” din Republica Moldova, peste câteva ani — cu titlul de „Artist al poporului” din Republica Moldova și alte diferite distincții și decorații.
S-a pensionat în anul 2002, dar și-a continuat activitatea în cadrul Orchestrei „Fluieraș”, condusă de dirijorul Serghei Ciuhrii. Maestrul Lucian Cocea a lucrat mai bine de 40 de ani în domeniul artei.
A decedat pe data de 6 septembrie 2019 și este înmormântat în Cimitirul Central din Chișinău.